# Dijadumenijan
Marcus Opellius Diadumenianus (* 14. rujna 208.; † ljeto 218.) sin rimskog cara Makrina, rimskim carem postao je malo prije smrti. Prije uzvišenja za cezara zvao se Marcus Opellius Antoninus Diadumenianus.
| Prethodnik:        | Rimski carevi | Nasljednik:            |
| Makrin 217. – 218. | Rimski carevi | Heliogabal 218. – 222. |

### Ostali projekti
|  | Zajednički poslužitelj ima stranicu o temi Dijadumenijan |